# Grand Prix Německa 1995
Grand Prix Německa 1995 (LVII. Großer Mobil 1 Preis von Deutschland), 9. závod 46. ročníku mistrovství světa jezdců Formule 1 a 37. ročníku poháru konstruktérů, historicky již 573. grand prix, se již tradičně odehrála na okruhu Hockenheimring.

## Výsledky

### Kvalifikace
| Pořadí | Číslo | Jezdec                   | Konstruktér        | 1. část  | 2. část  | Odstup  |
| ------ | ----- | ------------------------ | ------------------ | -------- | -------- | ------- |
| 1      | 5     | Damon Hill               | Williams-Renault   | 1:44.932 | 1:44.385 |         |
| 2      | 1     | Michael Schumacher       | Benetton-Renault   | 1:45.505 | 1:44.465 | +0.080  |
| 3      | 6     | David Coulthard          | Williams-Renault   | 1:45.306 | 1:44.540 | +0.155  |
| 4      | 28    | Gerhard Berger           | Ferrari            | 1:46.482 | 1:45.553 | +1.168  |
| 5      | 14    | Rubens Barrichello       | Jordan-Peugeot     | 1:48.203 | 1:45.765 | +1.380  |
| 6      | 15    | Eddie Irvine             | Jordan-Peugeot     | 1:46.916 | 1:45.846 | +1.461  |
| 7      | 8     | Mika Häkkinen            | McLaren-Mercedes   | 1:46.291 | 1:45.849 | +1.464  |
| 8      | 7     | Mark Blundell            | McLaren-Mercedes   | 1:47.854 | 1:46.221 | +1.836  |
| 9      | 2     | Johnny Herbert           | Benetton-Renault   | 1:46.381 | 1:46.315 | +1.930  |
| 10     | 27    | Jean Alesi               | Ferrari            | 1:46.356 | 1:46.475 | +1.971  |
| 11     | 30    | Heinz-Harald Frentzen    | Sauber-Ford        | 1:47.769 | 1:46.801 | +2.416  |
| 12     | 26    | Olivier Panis            | Ligier-Mugen-Honda | 1:47.372 | 1:47.528 | +2.987  |
| 13     | 4     | Mika Salo                | Tyrrell-Yamaha     | 1:49.103 | 1:47.507 | +3.122  |
| 14     | 29    | Jean-Christophe Boullion | Sauber-Ford        | 1:48.526 | 1:47.636 | +3.251  |
| 15     | 9     | Massimiliano Papis       | Footwork-Hart      | 1:49.621 | 1:48.093 | +3.708  |
| 16     | 24    | Luca Badoer              | Minardi-Ford       | 1:50.409 | 1:49.302 | +4.917  |
| 17     | 3     | Ukjó Katajama            | Tyrrell-Yamaha     | 1:56.518 | 1:49.402 | +5.017  |
| 18     | 25    | Aguri Suzuki             | Ligier-Mugen-Honda | 2:04.193 | 1:49.716 | +5.331  |
| 19     | 10    | Taki Inoue               | Footwork-Hart      | 1:50.451 | 1:49.892 | +5.507  |
| 20     | 23    | Pierluigi Martini        | Minardi-Ford       | 1:51.368 | 1:49.990 | +5.605  |
| 21     | 21    | Pedro Diniz              | Forti-Ford         | 1:54.303 | 1:52.961 | +8.576  |
| 22     | 22    | Roberto Moreno           | Forti-Ford         | 1:53.456 | 1:53.405 | +9.020  |
| 23     | 17    | Andrea Montermini        | Pacific-Ford       | 1:53.492 | no time  | +9.107  |
| 24     | 16    | Giovanni Lavaggi         | Pacific-Ford       | 1:54.625 | 1:56.325 | +10.240 |

### Závod
| Pořadí | Číslo | Jezdec                   | Konstruktér        | Kola | Čas/odstoupení       | Start | Body |
| ------ | ----- | ------------------------ | ------------------ | ---- | -------------------- | ----- | ---- |
| 1      | 1     | Michael Schumacher       | Benetton-Renault   | 45   | 1:22:56.043          | 2     | 10   |
| 2      | 6     | David Coulthard          | Williams-Renault   | 45   | +5.988               | 3     | 6    |
| 3      | 28    | Gerhard Berger           | Ferrari            | 45   | +1:08.097            | 4     | 4    |
| 4      | 2     | Johnny Herbert           | Benetton-Renault   | 45   | +1:23.436            | 9     | 3    |
| 5      | 29    | Jean-Christophe Boullion | Sauber-Ford        | 44   | +1 kolo              | 14    | 2    |
| 6      | 25    | Aguri Suzuki             | Ligier-Mugen-Honda | 44   | +1 kolo              | 18    | 1    |
| 7      | 3     | Ukjó Katajama            | Tyrrell-Yamaha     | 44   | +1 kolo              | 17    |      |
| 8      | 17    | Andrea Montermini        | Pacific-Ford       | 42   | +3 kola              | 23    |      |
| 9      | 15    | Eddie Irvine             | Jordan-Peugeot     | 41   | Plynový pedál        | 6     |      |
| Ret    | 8     | Mika Häkkinen            | McLaren-Mercedes   | 33   | Motor                | 7     |      |
| Ret    | 30    | Heinz-Harald Frentzen    | Sauber-Ford        | 32   | Motor                | 11    |      |
| Ret    | 24    | Luca Badoer              | Minardi-Ford       | 28   | Únik oleje           | 16    |      |
| Ret    | 16    | Giovanni Lavaggi         | Pacific-Ford       | 27   | Převodovka           | 24    |      |
| Ret    | 22    | Roberto Moreno           | Forti-Ford         | 27   | Hnací hřídel poloosy | 22    |      |
| Ret    | 14    | Rubens Barrichello       | Jordan-Peugeot     | 20   | Motor                | 5     |      |
| Ret    | 7     | Mark Blundell            | McLaren-Mercedes   | 17   | Motor                | 8     |      |
| Ret    | 26    | Olivier Panis            | Ligier-Mugen-Honda | 13   | Únik vody            | 12    |      |
| Ret    | 27    | Jean Alesi               | Ferrari            | 12   | Motor                | 10    |      |
| Ret    | 23    | Pierluigi Martini        | Minardi-Ford       | 11   | Motor                | 20    |      |
| Ret    | 10    | Taki Inoue               | Footwork-Hart      | 9    | Převodovka           | 19    |      |
| Ret    | 21    | Pedro Diniz              | Forti-Ford         | 8    | Brzdy                | 21    |      |
| Ret    | 5     | Damon Hill               | Williams-Renault   | 1    | Vyjetí z tratě       | 1     |      |
| Ret    | 4     | Mika Salo                | Tyrrell-Yamaha     | 0    | Spojka               | 13    |      |
| Ret    | 9     | Massimiliano Papis       | Footwork-Hart      | 0    | Převodovka           | 15    |      |

## Průběžné pořadí šampionátu
Pohár jezdců
| Pořadí | Jezdec             | Body |
| ------ | ------------------ | ---- |
| 1      | Michael Schumacher | 56   |
| 2      | Damon Hill         | 35   |
| 3      | Jean Alesi         | 32   |
| 4      | Johnny Herbert     | 25   |
| 5      | David Coulthard    | 23   |

Pohár konstruktérů
| Pořadí | Konstruktér        | Body |
| ------ | ------------------ | ---- |
| 1      | Benetton-Renault   | 71   |
| 2      | Ferrari            | 53   |
| 3      | Williams-Renault   | 52   |
| 4      | Jordan-Peugeot     | 13   |
| 5      | Ligier-Mugen-Honda | 11   |